# Recchia abauna
Recchia abauna là một loài bọ cánh cứng trong họ Cerambycidae.